# Teruel

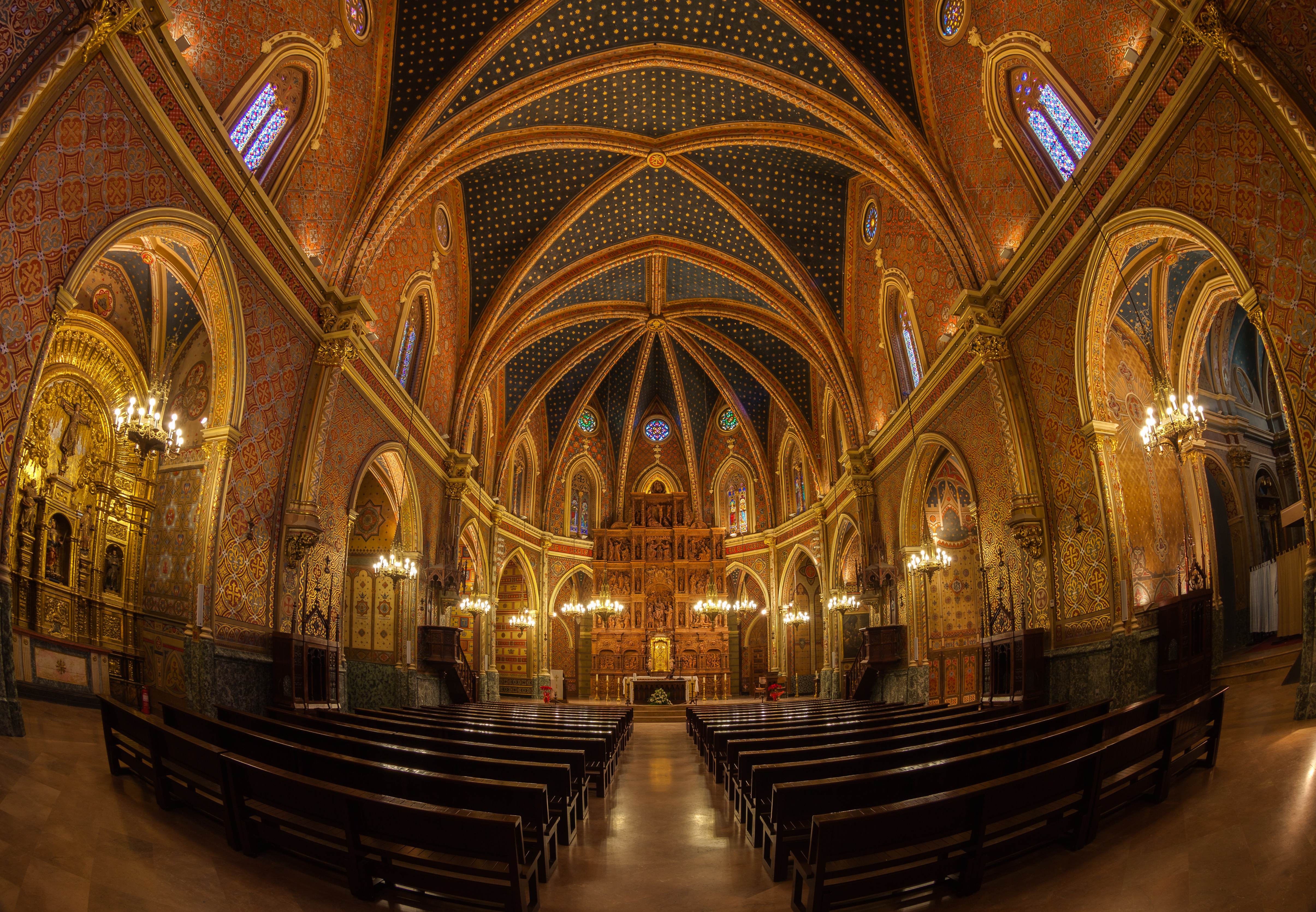
Igreja de San Pedro

Teruel (em aragonês Tergüel) é uma cidade espanhola localizada na comunidade autônoma de Aragão, sendo a capital da província homônima, que é a menos populosa do país. Possui uma população estimada em 30.000 habitantes. Está em afluência com os rios Guadalaviar e Alfambra. Na Sierra de Albarracín nasce o rio Tejo. Situada a uma altitude de a 915 metros, seu clima é caracterizado por invernos frios e verões frescos e secos.
É conhecida por seu jamón ou pernil (presunto) e por sua arte mudéjar, e encontra-se reconhecida pela UNESCO como Patrimônio da Humanidade.
Entre seus atrativos turísticos se encontram edificações mudéjares, o mausoléu de Los Amantes de Teruel, o centro paleontológico Dinópolis e uma grande riqueza natural. Sua arte mudéjar recorda seu passado multicultural. Os monumentos mais destacados neste estilo são: A igreja de Santa Maria, Catedral das dioceses de Teruel, as torres de El Salvador, San Martín y San Pedro. No caminho de Santa Bárbara, se pode apreciar a melhor vista da cidade e seus arredores desde o Mirador de Los Mansuetos.

## Clima
O clima de Teruel é mediterrâneo continental de montanha. No verão as temperaturas são suaves, mas com muita oscilação térmica, e no inverno são frias, com mínimas muito baixas que em ocasiões descem até os -10 °C. As precipitações apresentam o mínimo no inverno e um máximo no final da primavera.
| 1971-2000          | jan  | fev  | mar  | abr  | mai  | jun  | jul  | ago  | set  | out  | nov  | dec  | TOTAL |
| ------------------ | ---- | ---- | ---- | ---- | ---- | ---- | ---- | ---- | ---- | ---- | ---- | ---- | ----- |
| Temp. máxima (°C)  | 9,3  | 11,6 | 14,5 | 16,2 | 20,5 | 25,7 | 30,4 | 29,7 | 25,2 | 18,6 | 13,2 | 9,8  | 18,7  |
| Temp. mínima (°C)  | -2,1 | -1,1 | 0,4  | 2,6  | 6,5  | 10,2 | 12,8 | 13,0 | 9,9  | 5,7  | 1,2  | -0,6 | 4,9   |
| Precipitacões (mm) | 17   | 14   | 19   | 36   | 56   | 43   | 30   | 40   | 36   | 42   | 22   | 20   | 373   |

Os recordes de temperatura registrados no Observatório de Teruel são os 39,0º de 3 de Julho de 1994 e os -19,0º de 26 de Dezembro de 2001.

## Gastronomia
O prato típico de Teruel são as Migas.